# Certhia tianquanensis
Certhia tianquanensis là một loài chim trong họ Certhiidae.